# Congreso de Córdoba

Emblema del Consejo Federal de la Federación Regional Española de la Asociación Internacional de Trabajadores.

El Congreso de Córdoba fue el III Congreso de la Federación Regional Española de la Asociación Internacional de Trabajadores (FRE-AIT). Se celebró en Córdoba (España) entre el 25 de diciembre de 1872 y el 3 de enero de 1873, solo un mes antes de que el rey Amadeo I abdicara y se proclamara a continuación la Primera República Española. Al igual que lo ocurrido en el Congreso de La Haya de 1872, se confirmó la ruptura definitiva entre anarquistas bakuninistas, mayoritarios, y socialistas marxistas, minoritarios, que ya no asistieron al Congreso. 

## Antecedentes
El conflicto surgido en la Federación madrileña entre anarquistas y socialistas marxistas del que se ocupó el Congreso de Zaragoza reapareció dos meses después de su clausura cuando el 2 de junio estos últimos enviaron a todas las secciones de la bakuninista Alianza Internacional de la Democracia Socialista  una circular en la que les anunciaba que la de Madrid se autodisolvía e invitaba al resto a hacer lo mismo. Por esta razón fueron de nuevo expulsados de la Federación de Madrid, pero esta vez el Consejo Federal no intervino pues en él predominaban precisamente los aliancistas. Esta actitud motivó la dimisión de Anselmo Lorenzo el 20 de junio de su puesto en el Consejo Federal.
Los nueve expulsados, junto con cinco afiliados más, decidieron constituir la Nueva Federación Madrileña, solicitando a continuación su reconocimiento por el Consejo Federal pero éste se lo denegó, a pesar de que recibió la adhesión de otras Federaciones. Entonces intervino el Consejo General de Londres que aceptó a la Nueva Federación Madrileña como miembro de la AIT, independientemente de la Federación Regional Española. Poco después, entre el 2 y el 7 de septiembre, se celebraba el Congreso de La Haya de 1872 en el que se iba a producir la ruptura definitiva entre marxistas y bakuninistas. La escisión marxista de la FRE solo fue seguida por una docena de federaciones locales, integradas por cerca de 200 militantes, mientras que el resto de federaciones, unas 150 con 15.000 afiliados, se mantuvieron fieles a la línea "apolítica" bakuninista.
Los cuatro representantes de la FRE que acudieron a La Haya eran bakuninistas —Farga Pellicer, Morago, Marselau (un antiguo religioso republicano que acabaría en las filas del carlismo) y Alerini (un refugiado de la Comuna de París). En representación de la Nueva Federación Madrileña fueron Paul Lafargue —que ya no volvería a España— y el director del periódico La Emancipación, José Mesa. En el Congreso se ratificaron por amplia mayoría las tesis marxistas aprobadas en los anteriores congresos como las relativas a «la constitución del proletariado en partido político» y la conexión entre la lucha económica y la lucha política. Los cuatro delegados de la FRE se alinearon con los bakuninistas por lo que cuando el Congreso decidió expulsar de la Internacional a Bakunin y a su aliado suizo James Guillaume por no haber disuelto la Alianza Internacional de la Democracia Socialista como se habían comprometido firmaron junto con otros delegados un manifiesto mostrando su disconformidad. Todos ellos, entre los que se encontraban Giuseppe Fanelli y Errico Malatesta, decidieron reunirse en Saint-Imier (Suiza]) para celebrar un Congreso aparte en el que rechazaron la expulsión de Bakunin y de Guillaume, no reconcieron al Consejo General nombrado en La Haya y aprobaron una resolución que recogía las tesis bakuninistas y que contradecía la política defendida por la Internacional al insistir en que «la destrucción de todo poder político es el primer deber del proletariado…» «Todo poder político pretendidamente provisional y revolucionario… no puede ser más que un engaño». También se acordó que las federaciones regionales se relacionarían entre sí al margen del Consejo General, con lo que se separaban de hecho de la Internacional. De esta forma se consumó la escisión bakuninista de la Primera Internacional.

## Desarrollo
El Congreso de Córdoba estaba previsto para abril de 1873 pero el Consejo Federal decidió adelantarlo y se celebró entre el 25 de diciembre de 1872 y el 3 de enero de 1873. Se reunieron en el Teatro Moratín de Córdoba 46 delegados —más cinco miembros del Consejo: entre ellos Severino Albarracín, y Francisco Tomás Oliver— que representaban a 42 Federaciones locales y 10 uniones de oficio —en aquellos momentos la FRE contaba con unos 29.000 afiliados—. La federación más numerosa era la de Barcelona, que entonces tenía unos 7.000 afiliados, seguida de otras federaciones catalanas (Sants, Sant Martí de Provençals) y la de Alcoy —esta última con unos 2.000 afiliados—.  No asistieron la «autoritaria» Nueva Federación Madrileña formada en torno al diario La Emancipación ni las federaciones vinculadas a ella como las de Lérida y Zaragoza.
La composición socioprofesional de los delegados era la siguiente: 10 tejedores e hiladores; 5 carpinteros; 4 albañiles; 4 papelistas; 3 obreros agrícolas; 2 estudiantes; 2 pintores; 2 canteros; 2 ebanistas; 2 zapateros; 2 fundidores; 2 ajustadores; 2 cerrajeros; 2 sombrereros; 1 curtidor; 1 tonelero; 1 cordelero; 1 tipógrafo (Farga Pellicer); 1 panadero; 1 grabador; 1 cilindrista; 1 marmolista; 1 profesor; 1 profesor de primera enseñanza.
El Congreso rechazó las resoluciones «autoritarias» del Congreso de La Haya de 1872 y acusó al Consejo General de intentar crear un partido político dirigido por burgueses y mediatizado por los partidarios de Marx, miembros del «partido comunista autoritario». En cambio aprobó las resoluciones «antiautoritarias» del Congreso de Saint-Imier, alineándose completamente con la nueva Internacional anarquista. En coherencia con su proclamado «antiautoritarismo», se decidió suprimir el Consejo Federal y sustituirlo por una Comisión de correspondencia y estadística con sede en Alcoy, formada por Severino Albarracín (maestro de primera enseñanza), Francisco Tomás Oliver (albañil), Miguel Pino (ajustador, de Ciudad Real) y Vicente Fombuena (fundidor, de Alcoy). Más tarde se integraron en la Comisión los cinco secretarios «comarcales» (entiéndase regionales) nombrados por las federaciones locales respectivas.
En el Congreso se condenó rotundamente a las «nuevas» federaciones constituidas por los socialistas marxistas por considerar que «trabajan en contra de los fines de la Internacional, ayudan a la burguesía, dándole tanta fuerza contra el proletariado y contra la verdadera revolución social como la que ellos consigan extraer del seno de la Federación regional española». Asimismo aconsejaron «a todos los trabajadores sinceramente revolucionarios, cualquiera que sean sus opiniones particulares, [que] vuelvan con ellas al seno de sus respectivas Secciones a luchar por su triunfo y a contribuir al más importante de todos, o sea al triunfo de la causa del trabajo sobre el capital, y que dejen en el vacío a los que voluntaria e intencionadamente quieran seguir constituidos en plantel de perjudiciales divisiones que nos debilitarían».
En consecuencia el Congreso apoyó «unánimemente» la decisión de la Federación madrileña de expulsar al grupo socialista marxista de La Emancipación —cuya conducta fue «anatematizada», reconociéndoles «pretensiones y mala fe»— y que a continuación había fundado la Nueva Federación Madrileña.
Además el Congreso aprobó una resolución en defensa de la Alianza de Bakunin, en la que se abstuvieron los que habían pertenecido a ella (entre otros Rafael Farga Pellicer, Tomás González Morago, José García Viñas, Francisco Tomás Oliver), y que decía:

…que no ha existido más que una propaganda activa y fructuosa de las ideas colectivistas y anárquicas que la Asociación desea, y por tanto [la Comisión] reconoce buena asimismo la conducta de los aliados aliancistas, puesto que la generalidad de los que a dicha Asociación pertenecieron son los que más trabajo han hecho en pro de la Internacional, contribuyendo al desarrollo de ésta; y sobre todo, recuerda esta Comisión que uno de los actos más importantes de la Federación española, ha sido el de su nacimiento, y esto fue debido a la actividad e iniciativa que el aliancista José Fanelli demostró para construir la Internacional en España; por lo que hasta tanto que no tenga noticia probada de actos consumados por dicha Asociación, para proteger a la burguesía en contra de los intereses de la clase trabajadora, en cuyo caso la colocaría entre las sociedades enemigas del obrero.

También se aprobó un dictamen sobre «Medios para establecer escuelas puramente internacionales en el mayor número posible de medios» en el que se decía que la «instrucción revolucionaria socialista del obrero [es] la palanca que removerá y aniquilará el viejo mundo consolidando una revolución completa que, regenerándonos del yugo de la ignorancia nos allanará el camino de nuestra completa regeneración social. La instrucción que nos conviene a nosotros, y en general la instrucción de toda clase, debemos proporcionárnosla nosotros mismos… Evidentemente la enseñanza que en la presente sociedad se difunde , está emponzoñada por el virus autoritario, clerical y burgués —fuerza, farsa y explotación—, muy útil para obtener el resultado que estamos presenciando: hacer del hombre el esclavo del hombre, intelectual, política y económicamente».

## Consecuencias
Los expulsados que formaron la Nueva Federación Madrileña celebraron un Congreso en Toledo el 25 de marzo de 1873 para constituir la Nueva Federación Española, junto con otras once «nuevas» federaciones locales que se habían formado en Cádiz, Zaragoza, Denia, Pont de Vilumara, Alcalá, Gracia, Játiva, Vitoria, Toledo, Valencia y  Lérida, aunque sólo asistieron delegados de las cuatro últimas. Al mes siguiente tuvo que cerrar el periódico La Emancipación por falta de recursos, a pesar de los esfuerzos de José Mesa y de Pablo Iglesias, y de que Engels había puesto dinero de su propio bolsillo. El último número se publicó el 12 de abril de 1873. «El grupo marxista, falto de seguidores y sin un portavoz que difundiera sus doctrinas, se vio condenado a un forzado silencio». La Nueva Federación Madrileña acabó disolviéndose poco después. José Mesa, director de La Emancipación le envió a Engels una carta poco antes del cierre del periódico en la que le decía:

Creo que todo intento de pasar inmediatamente a la revolución proletaria en España terminará en una masacre. También creo que la república burguesa tiene aquí un sentido… pero no debemos dar la impresión de que los tratamos [a los republicanos] con mesura y sobre todo no debemos, ni por un instante, negar que nosotros aspiramos a realizar la revolución social, si es que queremos fundar en España un partido obrero, ya que el pueblo de este país está siempre al lado del partido más activo.